# Солнцев, Юрий Сергеевич
Юрий Сергеевич Солнцев (род. 6 июня 1980) — российский футболист, полузащитник.

## Карьера
Воспитанник СДЮСШОР «Зенит» Санкт-Петербург.
В сезоне 1996/97 играл за мини-футбольный клуб ПСИ. В 1998 году провёл 21 игру за «Динамо» Санкт-Петербург из второй лиги. Два следующих года был в составе московского «Торпедо», но играл только в дубле во втором дивизионе. Сезон-2001 отыграл в петербургских клубах «Локомотив-Зенит-2» и «Динамо», следующий год провёл в БСК Спирово, 2003 — вновь в «Динамо».
В первой половине 2004 года сыграл 4 игры в премьер-лиге в составе ярославского «Шинника», затем выступал за различные клубы второго дивизиона. В апреле мае 2013 играл за клуб ЛФЛ «Руан» Тосно.
21 июня 2013 года подписал контракт с клубом второго дивизиона «Тосно» Сезон 2014/15 провёл в клубе ФНЛ «Динамо» Санкт-Петербург, с сезона 2015/16 — в клубе ПФЛ «Орёл».
В 2017 году играл за команду «МашТех» в чемпионате Санкт-Петербурга. В 2018 году играл за клуб ЛАЗ в чемпионате Санкт-Петербурга и Кубке МРО «Северо-Запад».
С 1 сентября 2020 года — в составе любительского футбольного клуба «Алмаз-Антей» — участника чемпионата Третьего дивизиона 2020 в зоне «Северо-Запад».

### Тренерская карьера
В 2019 году был заявлен главным тренером «Динамо» СПб (экс-ЛАЗ) на Кубок чемпионов МРО «Северо-Запад», однако на протяжении турнира руководил командой Сергей Кириллов, а Солнцев в одном из матчей вышел на замену. В чемпионате Санкт-Петербурга был играющим тренером: заявлен как главный тренер и игрок. В рамках группового этапа Кубка России по футболу среди команд III дивизиона МРО «Северо-Запад» сезона 2019 года выходил в стартовом составе, но менялся и занимал тренерский мостик. Вместе с клубом в 2019 году завоевал Кубок чемпионов МРО «Северо-Запад», Кубок МРО «Северо-Запад», Кубок Санкт-Петербурга и серебряные медали чемпионата города. Победитель Зимнего первенства Санкт-Петербурга 2019/20. Летом 2020 покинул «Динамо».
Являлся старшим тренером ДЮСШ «Алмаз-Антей».
В 2022 году — главный тренер ФК «Новград» Великий Новгород из чемпионата Третьего дивизиона 2022. В 2023 году — тренер в команде Академии «Зенита» в ЮФЛ-1.
Окончил МГАФК.

## Достижения

### В качестве игрока
- Победитель второго дивизиона (2): 2001, 2013/14
- Обладатель Кубка МРО «Северо-Запад»: 2019
- Обладатель Кубка Санкт-Петербурга: 2019
- Серебряный призёр чемпионата Санкт-Петербурга (3): 2017, 2018, 2019
- Чемпион зимнего первенства Санкт-Петербурга: 2019/2020

### В качестве тренера
- Обладатель Кубка МРО «Северо-Запад»: 2019
- Обладатель Кубка Санкт-Петербурга: 2019
- Серебряный призёр чемпионата Санкт-Петербурга: 2019
- Чемпион зимнего первенства Санкт-Петербурга: 2019/2020